# 和孚漾
和孚漾是一个位于中国浙江省湖州市的湖泊，面积约为1.7平方千米，平均水深约为2—3米。